# イラン暫定政府

イラン
ایران

国歌: ای ایران（ペルシア語）
ああ、イラン 

イラン暫定政府（イランざんていせいふ、ペルシア語: دولت موقت ايران、英：Interim_Government_of_Iran）は、イラン革命後にイランに存在した暫定政府である。
この政府は、イラン自由運動のメンバーの一人であるメフディー・バーザルガーンによって率いられ、1979年2月4日にルーホッラー・ホメイニーの命令で結成された。イラン帝国最後の首相、シャープール・バフティヤールはバーザルガーンとともに正当な首相であると主張した末、2月11日に逃亡した。バーザルガーンは暫定政府の首相であり、2月14日に7人構成の内閣を発足させ、エブラーヒーム・ヤズディーが外務大臣に選出された。
イラン・イスラーム共和国憲法は、1979年10月24日の国民投票によって採択された。しかし12月3日の発効を前に、首相と全官僚はイランアメリカ大使館人質事件直後の11月6日に一斉辞任した。その後、1980年8月12日に最初の国民諮問評議会が設立されるまで、イスラーム革命評議会が国の政府の役割を果たしていた。